# Pawina Thongsuk
Pawina Thongsuk, née le 18 avril 1979, est une haltérophile thaïlandaise.

## Carrière
Pawina Thongsuk termine septième des Jeux olympiques d'été de 2000 à Sydney, première des Championnats du monde d'haltérophilie 2002 et médaillée d'argent aux Jeux asiatiques de 2002 dans la catégorie des moins de 69 kg.
Elle remporte la médaille d'or des Jeux olympiques d'été de 2004 à Athènes en moins de 75 kg et la médaille d'or des Championnats du monde d'haltérophilie 2005 en moins de 63 kg.